# Aloeides conradsi
Aloeides conradsi är en fjärilsart som beskrevs av Aurivillius 1907. Aloeides conradsi ingår i släktet Aloeides och familjen juvelvingar. Inga underarter finns listade i Catalogue of Life.